# Карелина, Вера Марковна
Ве́ра Ма́рковна Каре́лина (в девичестве Ма́ркова; 1870 — после 1925) — деятельница российского рабочего движения, одна из лидеров «Собрания русских фабрично-заводских рабочих г. Санкт-Петербурга», соратница Георгия Гапона.

## Биография

### На заре рабочего движения
Родилась в 1870 году, в раннем возрасте была отдана в Петербургский Воспитательный дом. Некоторое время жила на содержании у бедной крестьянки Ямбургского уезда, училась в сельской школе. В возрасте 14 лет возвращена в воспитательный дом и отдана на технические работы. После освобождения из воспитательного дома в 1890 году поступила работать ткачихой на Новую Бумагопрядильную фабрику.
С 20-летнего возраста участвовала в рабочем движении. Занималась в рабочих кружках, создававшихся в Петербурге местными социал-демократами. В 1890 году вошла в кружок рабочих-ткачей, созданный Ф. А. Афанасьевым. Кружок Афанасьева входил в так называемую группу Бруснева — одну из первых социал-демократических организаций в России, созданную для подготовки будущих вожаков рабочего движения. Занятия в кружке вели интеллигенты — сначала Л. Б. Красин, затем С. И. Радченко и другие. На занятиях кружка читали нелегальную литературу, обсуждали экономические вопросы, изучали экономическую теорию Маркса.
В 1891 году Карелина организовала свой особый кружок женщин-ткачих, также входивший в группу Бруснева. В 1892 году принимала участие в праздновании 1 мая, а также в нелегальном собрании рабочих за Волковым кладбищем, на котором произносились речи политического содержания. В том же году арестована за участие в праздновании 1 мая и посажена на 6 месяцев в Петербургский Дом предварительного заключения. После освобождения уехала в г. Сумы Харьковской губернии, где была снова арестована и посажена в Харьковскую тюрьму по старому обвинению. Вышла на свободу в 1894 году.
В 1896 году вернулась в Петербург, возобновила нелегальную работу. Участвовала в забастовке рабочих-ткачей 1896 года. В качестве представителя от рабочих кружков участвовала в деятельности созданного В. И. Ульяновым-Лениным «Союза борьбы за освобождение рабочего класса». Несколько раз встречалась с В. И. Ульяновым-Лениным.
В 1897 году вместе с мужем А. Е. Карелиным поселилась на Васильевском острове. Здесь Карелины создали кружок рабочих-литографов, существовавший до 1905 года. В 1900-х годах занимались распространением нелегальной литературы, сотрудничали с Российской социал-демократической рабочей партией (РСДРП). Со временем карелинский кружок превратился во влиятельную в рабочей среде Петербурга социал-демократическую группу.

### В гапоновском рабочем «Собрании»
В начале 20-го века в России по инициативе С. В. Зубатова начали создаваться легальные рабочие организации. В Петербурге было создано «Собрание русских фабрично-заводских рабочих г. Санкт-Петербурга», во главе которого стоял священник Георгий Гапон. Карелина познакомилась с Гапоном осенью 1903 года. Первоначально рабочие из карелинского кружка отнеслись к гапоновскому «Собранию» отрицательно, видя в нём чисто полицейскую затею. Однако после личного знакомства с Гапоном Карелины пришли к выводу, что Гапон — «честный человек», и решили с ним сотрудничать. Замысел Карелиных состоял в том, чтобы использовать возможности легального «Собрания» для пропаганды социал-демократических идей.
Вера Марковна Карелина стала одним из ведущих деятелей гапоновской организации. По рекомендации Гапона была выбрана руководительницей женских отделений «Собрания». Проводила занятия с женщинами-работницами, вела просветительскую деятельность. Ставила своей целью повышение уровня сознательности, организацию и сплочение рабочих масс. Одновременно входила в кружок ответственных лиц «Собрания» и в так называемый «тайный комитет», или «штаб», созданный Гапоном из наиболее надёжных рабочих. На заседаниях «тайного комитета» обсуждались политические вопросы и разрабатывались планы открытого выступления рабочих со своими требованиями.
По воспоминаниям И. И. Павлова, Карелина имела в «Собрании» огромное влияние, сравнимое только с влиянием самого Гапона. Она одна решалась вступать в открытые споры с Гапоном и вынуждала его соглашаться со своей точкой зрения. Карелина была фактическим лидером оппозиции Гапону, под влиянием которой «Собрание» и сам Гапон всё более политизировались и левели. Гапон, со своей стороны, относился к Карелиной с глубоким уважением и «никого так не уважал и ни с чьим мнением так не считался, как с мнением Карелиной». В частных разговорах Гапон отзывался о Карелиной «как о женщине необыкновенной духовной силы, способной стать во главе женского пролетариата».
Карелина принимала активное участие в подготовке рабочего шествия 9 января 1905 года. Вместе с оппозицией была сторонницей немедленной подачи Рабочей петиции с политическими требованиями, тогда как Гапон считал это преждевременным. Накануне шествия выступала с речами в отделах «Собрания», призывая женщин явиться на площадь и разделить участь своих мужей. По свидетельству знакомых, Карелина не рассчитывала на мирный исход шествия. В одной из речей, обращаясь к женщинам, она говорила: «Милые, не надо бояться смерти! Что смерть! Разве наша жизнь не страшнее смерти? Девушки, милые, не бойтесь смерти…» Утром «Кровавого воскресенья» вместе с мужем А. Е. Карелиным вышла во главе Василеостровского отдела к Зимнему дворцу. Шествие было рассеяно воинскими подразделениями.

### После «Кровавого воскресенья»
После событий «Кровавого воскресенья» и закрытия «Собрания» продолжала нелегальную работу. Поддерживала связь со скрывавшимся за границей Гапоном. Участвовала в создании задуманного Гапоном «Российского рабочего союза». В октябре 1905 года была выбрана в Петербургский совет рабочих депутатов. После возвращения Гапона из-за границы возобновила работу в «Собрании русских фабрично-заводских рабочих г. Санкт-Петербурга».
Карелина была одним из немногих людей, посвящённых в революционные замыслы Гапона. По информации, исходящей от Карелиной, в последний месяц своей жизни Гапон готовил восстание в поддержку Государственной Думы. После убийства Гапона Карелина выступала на его похоронах с призывами к мести его убийцам.
В последующие годы участвовала в кооперативном движении. В 1907 году принимала участие в создании кооперативной организации «Трудовой союз», закрытой властями. Позднее создавала сельские кооперативы в Ямбургском уезде. Написала ряд очерков по истории рабочего движения.
До конца жизни сохраняла веру в революционную честность Георгия Гапона.

## Сочинения
- В. М. Карелина. На заре рабочего движения в С.-Петербурге. (Воспоминания) // Красная летопись. — Л., 1922. — № 4.
- В. М. Карелина. Работницы в гапоновских обществах // Работница в 1905 г. в С.-Петербурге: Сб. ст. и воспоминаний. Сост. П. Ф. Куделли. — Л.: «Прибой», 1926.